# Cicha Góra
Cicha Góra – wieś w Polsce położona w województwie wielkopolskim, w powiecie nowotomyskim, w gminie Nowy Tomyśl. Została utworzona w roku 1757 na fali osadnictwa olęderskiego.
W okresie Wielkiego Księstwa Poznańskiego (1815-1848) miejscowość wzmiankowana jako Cicha góra Olendry należała do wsi większych w ówczesnym powiecie bukowskim, który dzielił się na cztery okręgi (bukowski, grodziski, lutomyślski oraz lwowkowski). Cicha góra Olendry należała do okręgu lutomyślskiego i stanowiła część majątku Bukowiec, którego właścicielami byli wówczas Szolc i Łubieński (posiadali oni także sąsiedni, rozległy majątek Grodzisk). W skład majątku Bukowiec wchodziło łącznie 7 wsi oraz Kozia karczma. Według spisu urzędowego z 1837 Cicha góra Olendry liczyła 612 mieszkańców i 93 dymy (domostwa).
W latach 1975–1998 miejscowość administracyjnie należała do województwa poznańskiego.
Do rejestru zabytków wpisane są: szkoła z około 1900, dom nr 16 (4. ćwierć XIX wieku) i dom nr 39 (1. ćwierć XIX wieku).